# 康韋 (路易斯安那州)
康韋（英語：Conway）是位於美國路易斯安那州尤寧堂區的一個村。

## 地理
康韋所處的海拔為高於海平面45米（即148英呎），而該地所採用的時區為UTC-6，即北美中部時區（CST）。同時該地設有夏令時間，為UTC-6調快一小時，即UTC-5（CDT）。